# Mode de consommation des psychotropes
Les modes de consommation des psychotropes ou modalités d'usage, définissent les différentes pratiques permettant d'absorber une substance psychotrope, généralement dans un but volontaire d'altération de la conscience.
La plupart de ces pratiques est intrinsèquement liée à l'histoire de l'usage de psychotrope par l'homme et est donc ancestrale.

## Ritualisation
La ritualisation de l'usage de psychotrope est un phénomène récurrent que ce soit dans les sociétés primitives ou modernes. 
Quand une substance est produite dans un pays, un état d'équilibre relatif s'installe entre cette substance et les usagers où elle est intégrée dans un rituel social, mystique ou religieux. Ce rituel installe une tolérance socio-culturelle du produit accompagnée d'une tradition de l'usage du produit véhiculant des prescriptions d'utilisation, les quantités à utiliser, les dangers relatif à l'usage.
Même, l'injection peut se trouver ritualisée du fait de sa préparation et de sa réalisation, cette ritualisation a une vertu anxiolytique pour l'usager.

## Pratiques

### Contact direct
En Amérique centrale et du Sud, certaines tribus dont les Maya-Quiché du Guatemala utilisent le venin de la peau du Bufo marinus pour induire des transes extatiques en appliquant la peau de l'animal directement sur une plaie ouverte de l'usager.
Les indiens Zuñi se mettent de la poudre de racine de Datura inoxia dans les yeux afin de voir la nuit et de communier avec les esprits des morts.
Il existe des cas anecdotiques d'usage de cocaïne via des applications directes sur les muqueuses (rectale, vaginale ou gland) et d'usage de LSD via une absorption oculaire.

### Inhalation

#### Fumer
Cette pratique présente souvent des risques respiratoires, qui sont à long terme proches du tabagisme.
- « Chasser le dragon » : pratique consistant à inhaler avec un tube les vapeurs d'une substance  sur une feuille d'aluminium chauffée par le dessous. On « chasse » la goutte de drogue qui monte avec la chaleur[4],[5].
- Free base : technique de préparation des substances psychotropes afin d'obtenir et de les consommer sous leur forme basique.
- Joint : pratique visant à constituer une cigarette artisanale contenant la substance psychotrope avec ou sans tabac afin d'en inhaler les vapeurs de combustion.
- Pipe à eau, bang ou narguilé : objets servant à fumer une substance psychotrope et dont le principe vise théoriquement à réduire les effets nocifs de la fumée.

#### Sniff
C'est une pratique visant à inhaler la substance soit directement dans le cas de vapeurs de solvants volatils (type poppers) soit de la poudre par l'intermédiaire d'un tube (« paille ») inséré dans la narine.
La pratique visant à priser est une pratique remontant au moins à 1 800 ans avant notre ère comme en témoignent une tablette « à priser » en os de baleine et un tube en os d'oiseau trouvés sur le site côtier de Huaca Prieta.
Certaines de ces pratiques subsistent encore, c'est le cas du yopo ou de l'epená par exemple.
L'expression français « priser » (« tabac à priser ») se remplace peu à peu par le néologisme « sniffer » issu de l'anglais to sniff, renifler.
En cas de partage des pailles, il existe des risques de transmissions infectieuses de type hépatite. Chez certains usagers, une pratique répétée et prolongée peut induire des nécroses des parois nasales.
D'un point de vue psychopathologique, cette pratique consiste en un détournement de la fonction respiratoire en vue d'obtenir une altération de la conscience. Dans les sociétés occidentales, elle témoigne d'un « passage à l'acte » alliant transgression (dépassement du tabou de la « drogue ») et autoagression.
En général les effets se font sentir au bout d'une ou deux minutes[réf. nécessaire].

### Injection
C'est une pratique visant à introduire sous pression un liquide dans un vaisseau sanguin ou dans un tissu type muscle.
Les usagers utilisent les termes « shooter » ou « fixer ». Cette pratique est emblématique de l'image populaire du toxicomane. Elle est caractérisée par les usagers par la violence et la rapidité des effets souvent qualifiés de « flash ».
Cette pratique est liée à deux avancées scientifiques, d'abord l'extraction des alcaloïdes contenus dans certains végétaux, et ensuite l'invention de la seringue permettant l'introduction de principe actif dans le corps.
L'évolution des pratiques de consommation amenant l'usager à s'injecter sont généralement d'ordre économique (l'injection nécessite moins de produit).
Cette pratique est considérée comme une pratique à risque du fait des risques sanitaires liés à la pratique en elle-même (infection, thrombose, toxicomanie, overdose) et du fait des risques de transmissions infectieuses type hépatite ou sida en cas de partage des seringues. L'abandon de cette pratique passe généralement par un sevrage voire des programmes de substitution.
Les politiques de réduction des risques mettent en place différents programmes visant à diminuer le danger de cette pratique comme les programmes d'échanges de seringues, les sites d'injection supervisée.

### Voie orale
Cette pratique est souvent ritualisée dans les sociétés traditionnelles où l'ingestion d'une substance psychotrope s'accompagne souvent de nausées, des étourdissements ou de vomissements inclus dans le rituel comme pour l'ayahuasca, le sinicuichi, l'ololiuqui ou le peyotl par exemple.
Certains psychotropes doivent être utilisés conjointement afin d'en préserver le principe actif, c'est le cas par exemple de la diméthyltryptamine (DMT) qui doit être ingérée avec des inhibiteurs de monoamine oxidase (IMAO) pour ne pas être dégradée par les enzymes responsables de la digestion. Ce type d'interaction entre différents produits est connu de manière empirique via l'usage de l'ayahuasca ou de la noix d'arec par exemple.
Concernant les « drogues de synthèse », leur présentation sous forme d'un comprimé à avaler rend leur consommation perçue comme plus anodine de la part des usagers qui ont donc moins de freins à consommer.

### Polyconsommation
La polyconsommation est une pratique de consommation de substances psychotropes qui consiste à associer différentes substances, souvent afin d'en renforcer ou modifier les effets.

## Observations
Les pratiques d'usage rituel font l'objet d'études de la part des ethnobotanistes, des anthropologues et des ethnologues afin d'en déterminer notamment le rôle social.
Les pratiques d'usage des sociétés occidentales font l'objet d'études de la part des spécialistes en toxicomanie, ces études sont mises en place et répertoriées par des organismes officiels. En France, c'est le réseau Tendances récentes et nouvelles drogues (TREND) qui s'en occupe.